# Addison (ligne rouge du métro de Chicago)
Pour les articles homonymes, voir Addison.
Ne doit pas être confondu avec Addison (ligne brune du métro de Chicago) ou Addison (ligne bleue du métro de Chicago).
Addison est une station aérienne de la ligne rouge du métro de Chicago. Elle se situe sur le tronçon de la North Side Main Line dans le quartier de Lakeview adossée au stade des Cubs de Chicago : le Wrigley Field.

## Histoire
Construite dans un quartier calme et résidentiel, sous une forme basique avec un quai en ilot central étroit, le trafic de passagers a augmenté de manière drastique en 1914, année de construction du stade. 

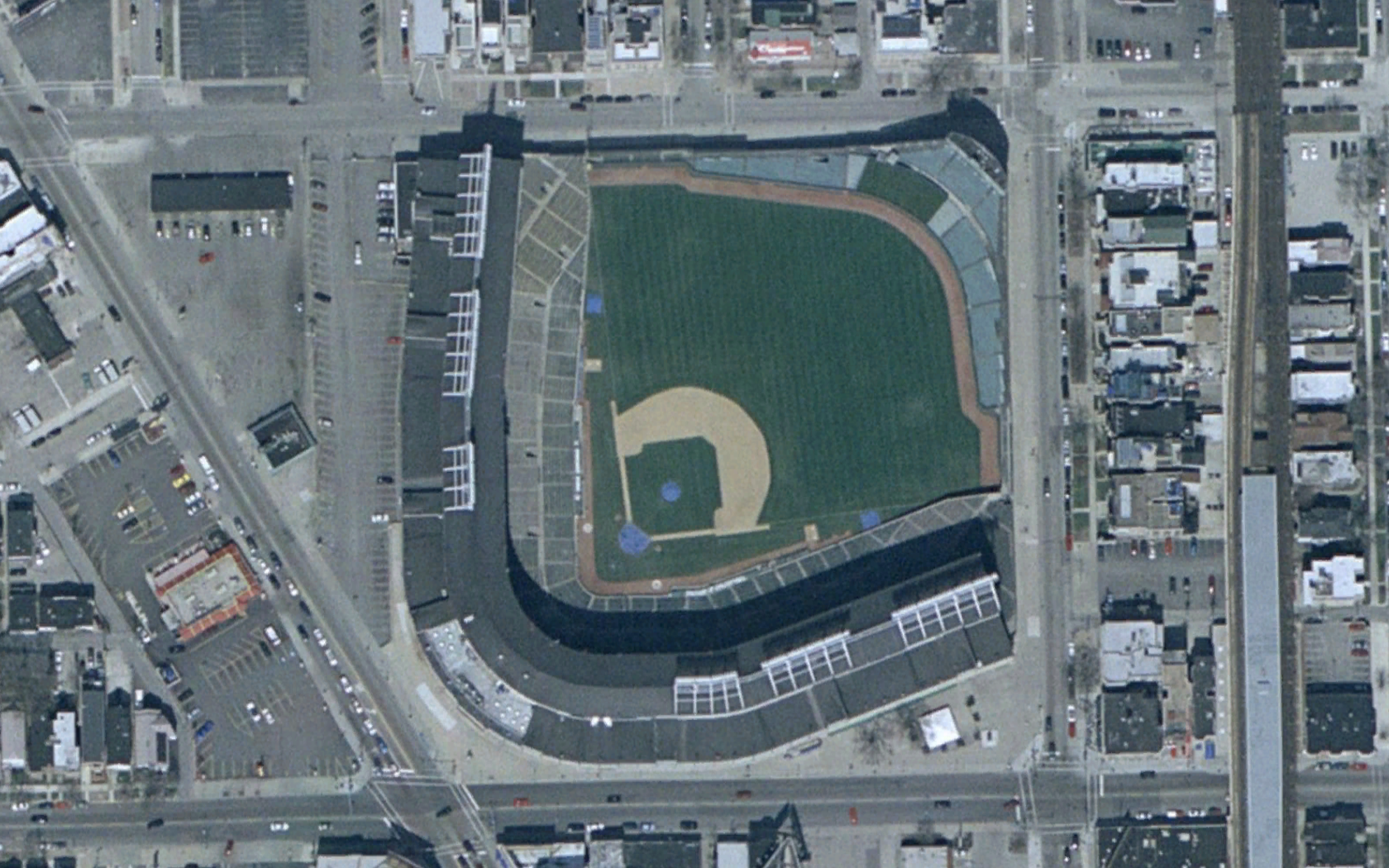
Photo aérienne de Wrigley Field avec la station Addison sur la droite

La Chicago Transit Authority (CTA) tente depuis de nombreuses années de diversifier les voies d’accès à la station afin d’accueillir les spectateurs en nombre, elle n’hésite pas à déléguer de nombreux employés sur la station Addison les jours de match et vend les tickets dans de petits locaux à l’extérieur de la station afin de fluidifier le transit. La ligne mauve roule de manière express sur les voies extérieures de la station sans s’arrêter à Addison. 
Avant 2007, la ligne mauve s’y arrêtait également le soir des matchs entrainant de nombreux retards dans la circulation des rames. La station ne pouvant, vu l’exigüité de la voirie et la proximité du stade, pas être élargie, il fut décidé que les rames de la ligne mauve s’arrêteraient désormais à la station Sheridan toute proche. 
La station fut entièrement reconstruite et légèrement élargie en 1994. 
La station est entièrement décorée des affiches promotionnelles de Steve Musgrave pour le derby annuel d'avant saison entre les Cubs et les White Sox.

## Service des voyageurs

### Accueil
La station Addison est ouverte 24h/24 et 7j/7.

### Desserte
Addison est desservie par les rames de la ligne rouge.

| Nord/Ouest            |  |             |  | Sud/Est                    |
| --------------------- |  | ----------- |  | -------------------------- |
| Sheridan vers Howard  |  | ligne rouge |  | Belmont vers 95th/Dan Ryan |
| modifier sur Wikidata |  |             |  |                            |

### Intermodalité
La station est desservie par les bus du réseau de la Chicago Transit Authority, lignes : 22 Clark (Owl Service - Service de nuit), 52 Addison et 154 Wrigley Field Express, et par le réseau de bus Pace, lignes : 282 Schaumburg-Wrigley Field Express et 779 Yorktown-Wrigley Field Express.